# Jean Daniélou

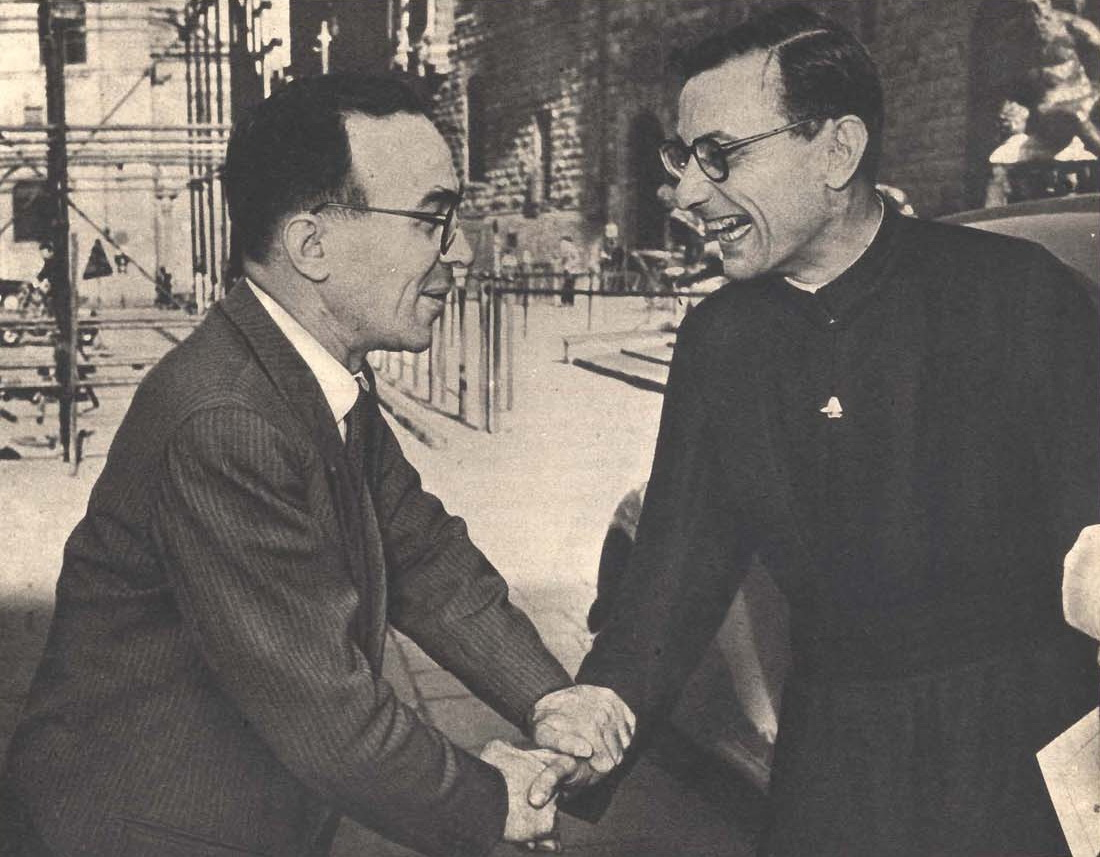
Pater Jean Daniélou (r.) mit Giorgio La Pira (Florenz 1953)

Daniélous Kardinalswappen (ab 1969)

Jean Guenolé Marie Kardinal Daniélou SJ (* 14. Mai 1905 in Neuilly-sur-Seine, Frankreich; † 20. Mai 1974 in Paris) war ein katholischer Theologe, Jesuitenpater und Kardinal der Römischen Kirche.

## Leben
Sein Vater war der bretonische Politiker Charles Daniélou und seine Mutter war Madeleine Clamorgan, Gründerin einer christlichen Bildungsorganisation für Lehrerinnen. Einer seiner Brüder war der Musikwissenschaftler und Autor Alain Daniélou.
Jean Daniélou trat 1929 in den Jesuitenorden ein und erhielt in Laval, Jersey und Paris seine Ausbildung. Im Jahre 1938 empfing er das Sakrament der Priesterweihe. Nach weiterführenden Studien dozierte er ab 1940 an der Jesuitenschule in Poitiers und ab 1943 am Katholischen Institut von Paris, wo ihm in den Jahren 1963 bis 1969 als Dekan die Leitung der Katholischen Fakultät oblag. Daneben betreute er die Studenten auch seelsorglich. In den Jahren 1962 bis 1965 nahm er als Experte am Zweiten Vatikanischen Konzil teil. Am 11. April 1969 ernannte ihn Papst Paul VI. zum Titularerzbischof von Tauromenium. Die Bischofsweihe empfing er am 19. April 1969 durch den Pariser Erzbischof François Marty; Mitkonsekratoren waren die Pariser Weihbischöfe Julien Gouet und Daniel Pézeril. Am 28. April 1969 nahm ihn Paul VI. als Kardinaldiakon mit der Titelkirche San Saba in das Kardinalskollegium auf.
1972 wurde Jean Daniélou in die Académie française und in die Accademia Nazionale dei Lincei aufgenommen. Weiterhin in der Seelsorge der „Slums“ von Paris tätig, bemühte er sich auch um die Seelsorge an Prostituierten. Er starb am 20. Mai 1974 an einem Herzinfarkt im Treppenhaus eines Pariser Bordells, welches er in Ausübung seiner seelsorgerischen Tätigkeit besuchte, und wurde in der Jesuitengruft des Friedhofs in Vaugirard in Paris beigesetzt.

## Wirken
Daniélou gilt zusammen mit Yves Congar und Henri de Lubac als Vorkämpfer der Nouvelle théologie, die vor allem zwischen 1940 und 1950 die zeitgenössische Philosophie im Zusammenhang der Glaubenslehre betrachtete, das Problem der Unveränderlichkeit und der Geschichtlichkeit der Wahrheit bearbeitete, das Verhältnis zwischen Natur und Gnade bestimmen wollte und die Themen des Marxismus, der nichtchristlichen Religionen und der Gotteserkenntnis erneut theologisch zur Sprache brachte. Damit waren Themen des Zweiten Vatikanischen Konzils vorgedacht und in der theologischen Diskussion angekommen.
Mit André Chouraqui gründete er 1967 den Verein Fraternité d’Abraham zur Förderung des interreligiösen Dialogs.

## Werke

### Theologische Schriften
- Platonisme et théologie mystique: doctrine spirituelle de saint Grégoire de Nysse. Aubier, Paris 1944.
- Origène. Table ronde, Paris 1948.
- Bible et liturgie, la théologie biblique des sacrements et des fêtes d’après les Pères de l’Église. Cerf, Paris 1951.
- Les Anges et leur mission, d’après les Pères de l’Église. Desclée, Paris 1952.
- Vom Geheimnis der Geschichte. Schwabenverlag, Stuttgart 1955.
- Les Manuscrits de la Mer Morte et les origines du christianisme. (Die Manuskripte vom Toten Meer und die Ursprünge des Christentums.) L’Orante, Paris 1957.
- Philon d’Alexandrie. (Philon von Alexandria.) Fayard, Paris 1958.
- Sentire ecclesiam. Das Bewusstsein von der Kirche als gestaltende Kraft der Frommigkeit. Herder, Freiburg im Breisgau 1961.
- Das Judenchristentum und die Anfänge der Kirche. Westdeutscher Verlag, Köln und Opladen 1964, Nachdruck 2013, ISBN 978-3-322-96153-2.
- Mit Henri-Irénée Marrou: Geschichte der Kirche. Von der Gründung der Kirche bis zu Gregor dem Grossen. Benziger, Einsiedeln 1963.
- Les Évangiles de l’enfance. Seuil, Paris 1967.
- La Trinité et le mystère de l’existence. Desclée de Brouwer, Paris 1968.
- Mit Gerhard Fittkau: Glaube, Theologie und kirchliches Lehramt, ein Interview mit Kardinal Jean Daniélou. In: Tiergarten, Heft 21 (1969).
- L’Être et le temps chez Grégoire de Nysse. (Sein und Zeit bei Gregor von Nyssa.) Brill, Leyden 1970.
- Auch morgen wird der Mensch glauben. Morus-Verlag, Berlin 1971.
- Gebet als Quelle christlichen Handelns. Vorwort von Hans Urs von Balthasar. Neu übertragen von Carl Franz Müller und Cornelia Capol (= Theologia Romanica XX), Johannes Verlag, Einsiedeln 1994, ISBN 978-3-89411-323-0.

### Libretto
- Oedipus Rex. Opern-Oratorium (zusammen mit Jean Cocteau). Musik (1926/1927): Igor Strawinsky. UA (konzertant) 1927, (szenisch) 1928.